# Wojciech Sędziwój Czarnkowski
Wojciech Sędziwój Czarnkowski herbu Nałęcz III (ur. 1 stycznia 1527 w Przemęcie, zm. 21 lutego 1578 w Warszawie), starosta generalny Wielkopolski w latach 1563-1578, kasztelan santocki.

## Rodzina
Syn Sędziwoja (zm. 1532/1534), kasztelana przemęckiego i Barbary Pampowskiej, córki Ambrożego Pampowskiego, wojewody sieradzkiego. Brat Jana Sędziwoja (zm. 1561/1562), starosty kłeckiego, Stanisława Sędziwoja (1526–1602), referendarza królewskiego i Zygmunta Sędziwoja (zm. 1578/1586).
Poślubił około 1554 roku Jadwigę Sierpską, córkę Andrzeja (1494–1572), wojewody rawskiego. Z małżeństwa urodził się syn Adam Sędziwój Czarnkowski, wojewoda łęczycki i generał.

## Pełnione urzędy
Studiował w Wittenberdze w 1543 roku. Dworzaninem królewskim został w 1552 roku. W latach 1563–1569 pełnił urząd kasztelana santockiego. Od 1569 był starostą generalnym Wielkopolski. Był starostą kościańskim od 1552 roku, później pyzdrskim od 1571 roku. Podpisał Unię Lubelską 1569 roku.
Poseł województw poznańskiego i kaliskiego na sejm piotrkowski 1562/1563 roku, poseł województwa poznańskiego na sejm parczewski 1564 roku, sejm 1565 roku, sejm 1566 roku, sejm 1569 roku, sejm koronacyjny 1574 roku. W 1575 roku podpisał elekcję Maksymiliana II Habsburga.